# Château du Bois-Louis
Le château du Bois-Louis est un bâtiment situé au Châtelet-en-Brie, en France.

## Situation et accès
L’édifice est situé dans le bois Louis, au nord-ouest du territoire du Châtelet-en-Brie, à la limite communale avec Sivry-Courtry (parfois à tort considéré comme y étant situé). Plus largement, il se trouve dans le département de Seine-et-Marne, en région Île-de-France.

## Histoire
À l’origine fief dépendant du prieuré Saint-Louis de Poissy, le château y est construit au XVIIIe siècle. L’ensemble formé par ce dernier et ses annexes est entouré de fossés servant fondamentalement à la défense mais trouvant davantage un usage pour la pisciculture. Entre autres nombreux propriétaires de ce domaine, on peut citer Hilaire I Rouillé du Coudray et Hilaire-Armand Rouillé du Coudray. Le bâtiment est remanié au XIXe siècle.

## Structure
Le bâtiment est fait de pierre et de brique.

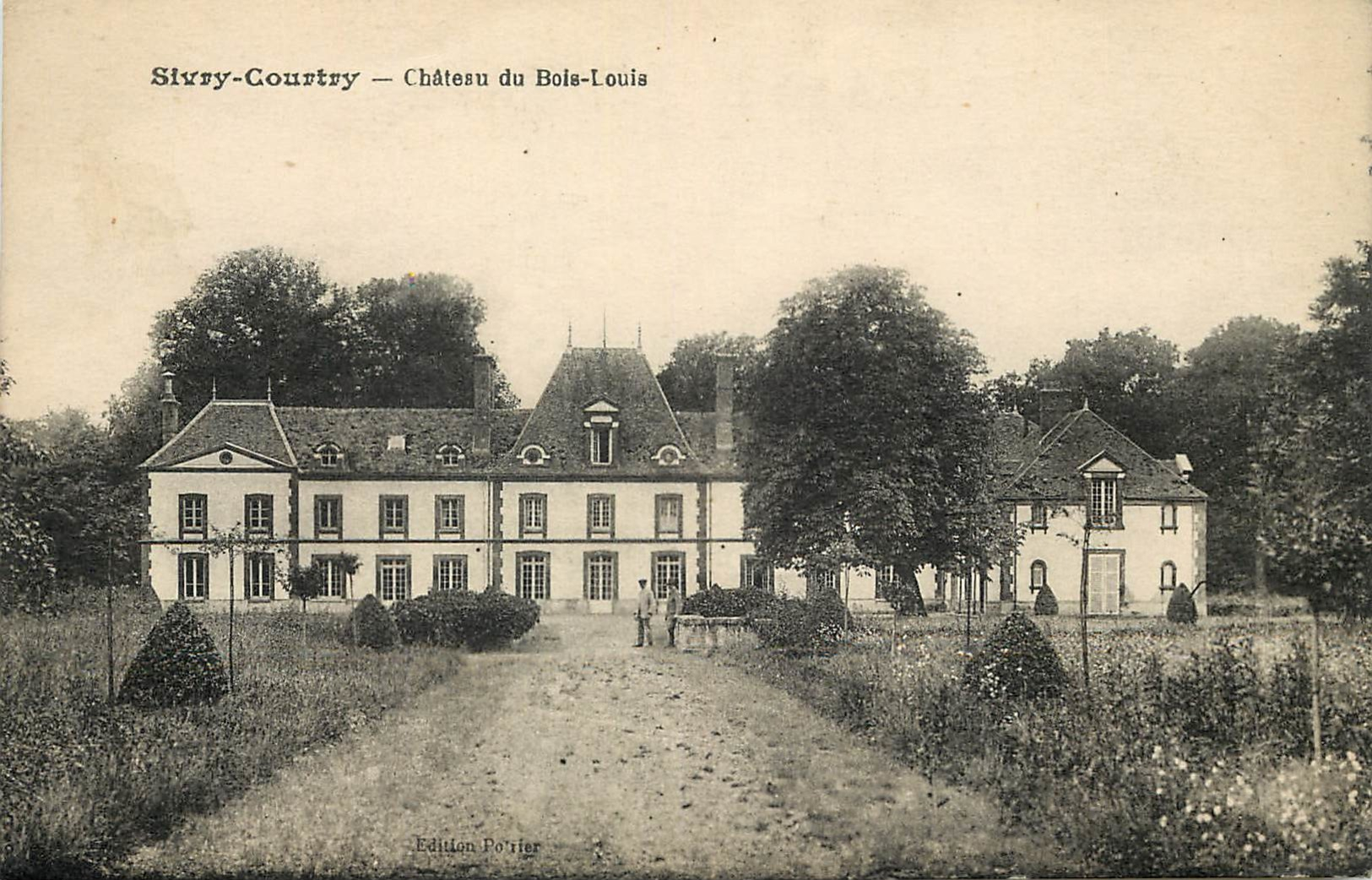
Carte postale représentant la façade avant (nord), au tournant du XXe siècle. La mention de Sivry-Courtry y est inexacte.